# Peggy Addison
Margaret F. „Peggy“ Addison (* um 1930, geborene Margaret F. Grant) ist eine ehemalige australische Badmintonspielerin.

## Karriere
Peggy Grant siegte 1951, 1953 und 1954 bei den nationalen Titelkämpfen in Australien. Für Australien startete sie 1952, 1953, 1955 und 1957 bei der Whyte Trophy.

## Sportliche Erfolge
| Saison | Veranstaltung                     | Disziplin   | Platz | Name                         |
| ------ | --------------------------------- | ----------- | ----- | ---------------------------- |
| 1951   | Australien: Einzelmeisterschaften | Damendoppel | 1     | Peggy Grant / Ethel Peacock  |
| 1953   | Australien: Einzelmeisterschaften | Mixed       | 1     | Allan McCabe / Peggy Grant   |
| 1953   | Australien: Einzelmeisterschaften | Damendoppel | 1     | Peggy Grant / Ethel Peacock  |
| 1954   | Australien: Einzelmeisterschaften | Damendoppel | 1     | Peggy Grant / Margaret Foord |
| 1954   | Australien: Einzelmeisterschaften | Mixed       | 1     | Allan McCabe / Peggy Grant   |

## Referenzen
- Annual Handbook of the International Badminton Federation, London, 28. Auflage 1970, S. 110–112

| Personendaten    | Personendaten                                          |
| ---------------- | ------------------------------------------------------ |
| NAME             | Addison, Peggy                                         |
| ALTERNATIVNAMEN  | Addison, Margaret F.; Grant, Margaret F. (Geburtsname) |
| KURZBESCHREIBUNG | australische Badmintonspielerin                        |
| GEBURTSDATUM     | um 1930                                                |